# Aleš Kokot
Aleš Kokot (* 23. Oktober 1979 in Šempeter pri Gorici) ist ein ehemaliger slowenischer Fußballspieler.
Kokot spielte von Jugend an bei ND Gorica und stieg dort auf bis in die Erstligamannschaft. 1997/98 kam er zum ersten Mal in der 1. Liga Sloweniens zum Einsatz, es dauerte aber drei weitere Spielzeiten, bis er sich in der Mannschaft durchsetzen konnte. Ab 2001 war der linke Verteidiger dann Stammspieler in Gorica und konnte zweimal hintereinander den Gewinn des Landespokals feiern. Dadurch kam er auch zu zahlreichen Einsätzen im UEFA-Pokal.
2004 war dann Kokots bislang erfolgreichstes Jahr. Mit dem ND HIT Gorica gewann er die slowenische Meisterschaft. Zudem wurde er am 18. Februar erstmals in die Nationalmannschaft seines Landes berufen. 2005 konnte er im Verein den Meistertitel wiederholen, in der Nationalmannschaft kam er aber nicht mehr zum Zuge, so dass er sich zu einem Wechsel ins Ausland entschloss.
Von 2005 bis 2007 spielt er in Deutschland in der 2. Fußball-Bundesliga für die SpVgg Greuther Fürth, nachdem er im ersten Jahr noch Stammspieler gewesen war, kam er allerdings im zweiten Jahr nach dem 8. Spieltag nicht mehr zum Einsatz.
Zur Saison 2007/08 wechselte er zum SV Wehen Wiesbaden, wo er einen Zweijahresvertrag unterschrieben hat. Nach dem Abstieg 2009 Wehen Wiesbadens aus der 2. Bundesliga wechselte er zurück in seine Heimat zu Interblock Ljubljana.

## Statistik
Einsätze (Stand 1. Juli 2007)
- 15 UEFA-Pokal-Einsätze (1 Tor)

Titel / Erfolge
- Slowenischer Meister 2004, 2005
- Slowenischer Pokalsieger 2001, 2002